# Cantó d'Audenja
El cantó d'Audenja és un cantó francès del departament de la Gironda, situat al districte d'Arcaishon. Té 8 municipis i el cap és Audenja.

## Municipis
- Endarnòs
- Arés
- Audenja
- Viganòs
- Lenton
- Lèja e lo Horet
- Marcha Prima
- Miòs

## Història
| Data d'elecció                           | Identitat         | Partit | Qualitat |
| ---------------------------------------- | ----------------- | ------ | -------- |
| 1945-1964                                | Daniel Digneaux   | SFIO   |          |
| 1964-1973                                | R. Dartiguelongue |        |          |
| 1973-1998                                | Robert Cazalet    | UDF    |          |
| 1998-2004                                | Frédéric Cazentre | UDF    |          |
| 2004-                                    | Christian Gaubert | PS     |          |
| les dades anteriors no són pas conegudes |                   |        |          |
|                                          |                   |        |          |

## Demografia
| 1962   | 1968   | 1975   | 1982   | 1990   | 1999   | 2006   |
| ------ | ------ | ------ | ------ | ------ | ------ | ------ |
| 19.974 | 23.067 | 24.408 | 28.166 | 35.480 | 44.207 | 52.856 |